# 頬杖

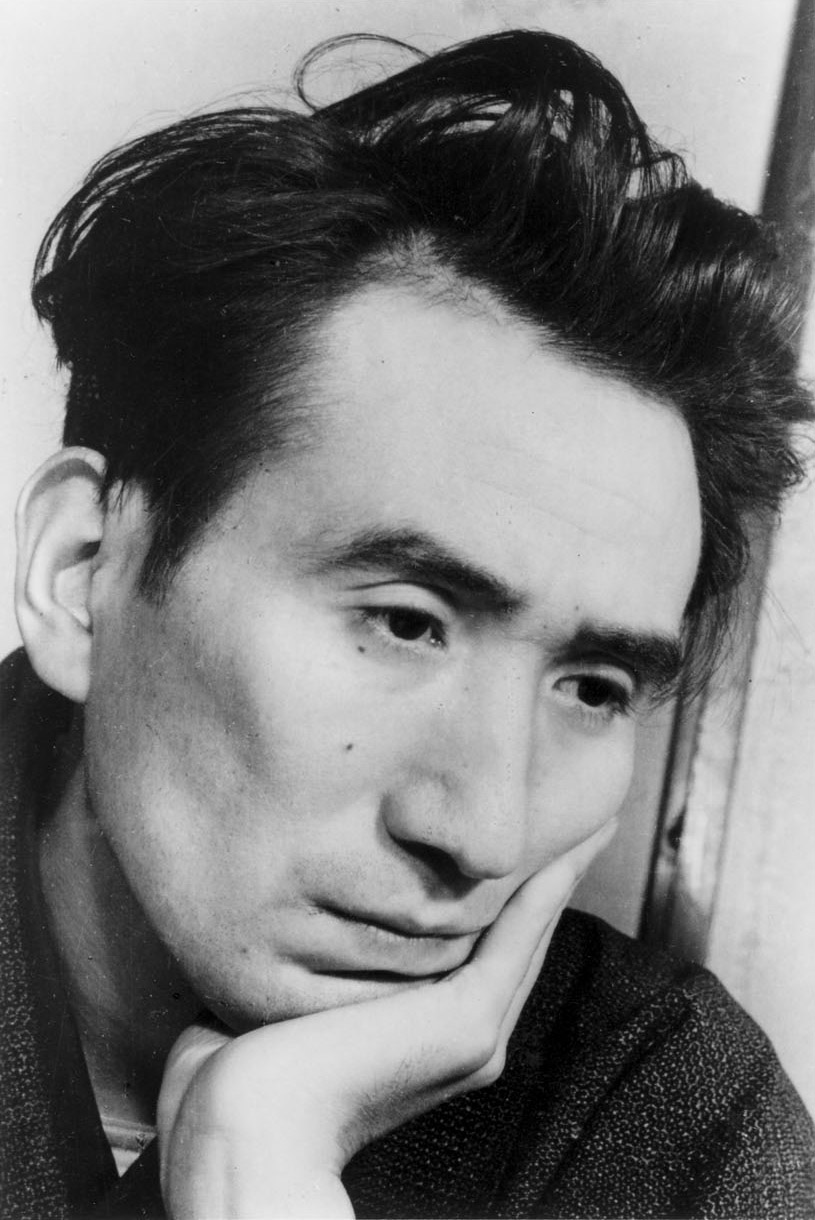
頬杖をつく太宰治

頬杖（ほおづえ、つらづえ、頰杖、面杖）は、ヒトが机や床などに肘を立ててその手で顔を支える、あるいは顎や頬に手を宛てがう仕草のこと。腕が杖のようになることからこう呼ばれる。

## 概要
ヒトが考え事をしたり、物思いに耽ったりする際に無意識的に行う動作であり、その人物の退屈・眠気・疲労・不安・憂鬱・リラックスなどを表現するポーズとして美術や文学においても多く用いられている。また、写真を撮られる際、被写体が意識的に頬杖をついてポーズを決めることもある。
建築業界ではここから転じて、地震や風圧などで建築物が変形するのを防ぐため、垂直材と水平材の隅を斜めに結ぶ形で取り付ける部材のことを「方杖（ほおづえ、ほうづえ）」と呼ぶ。

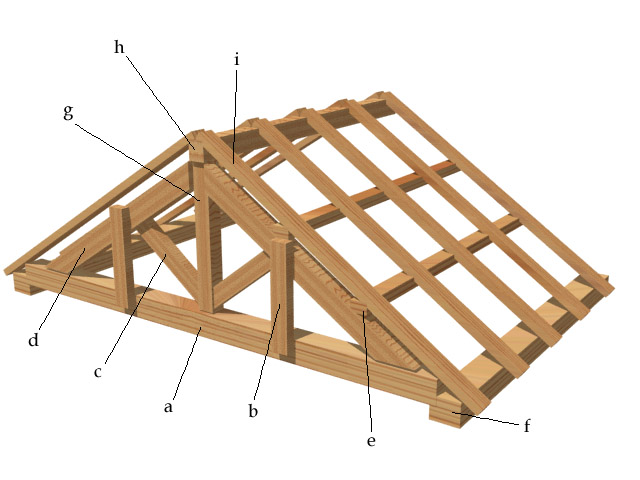

### 手の平をつける頬杖

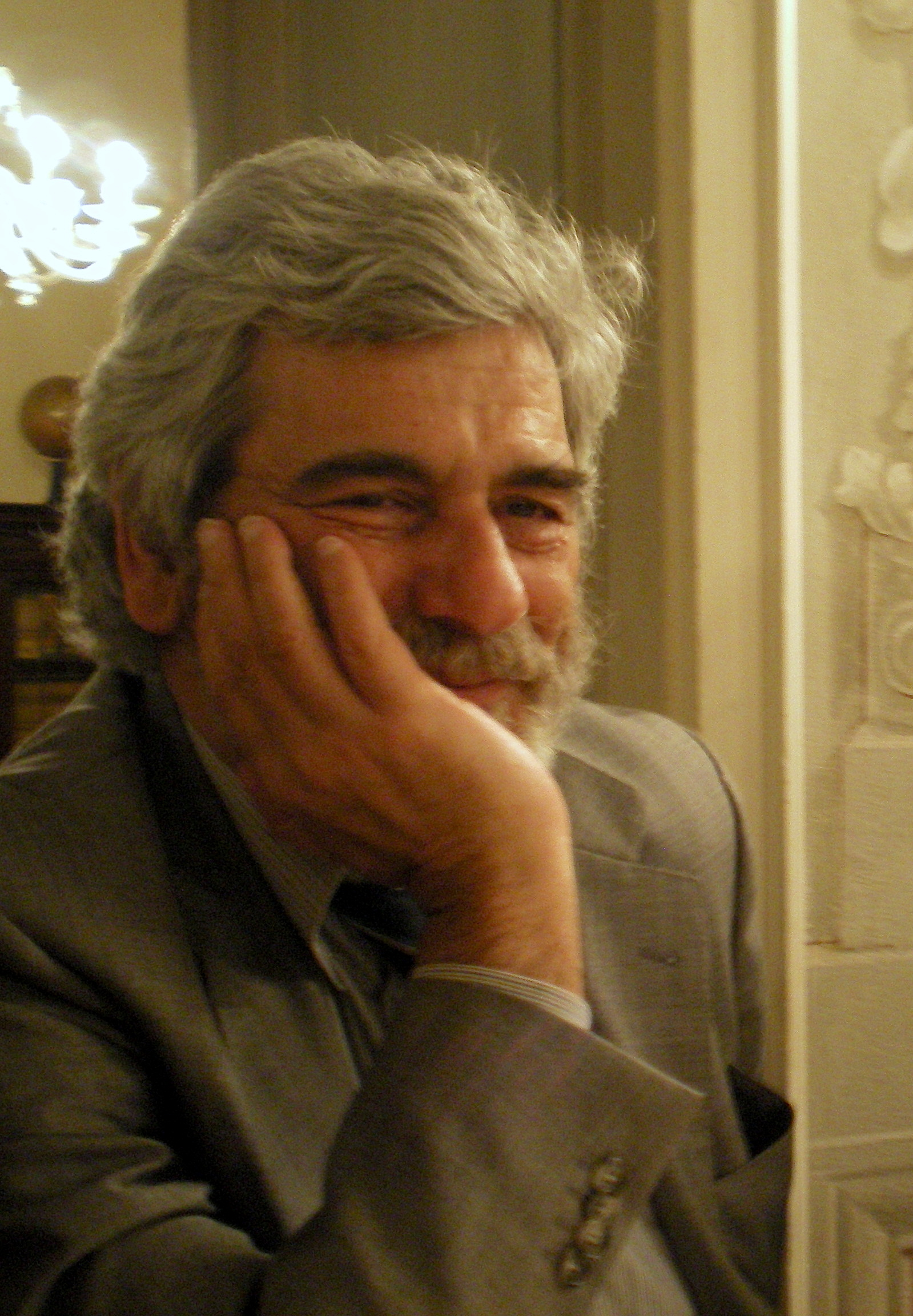
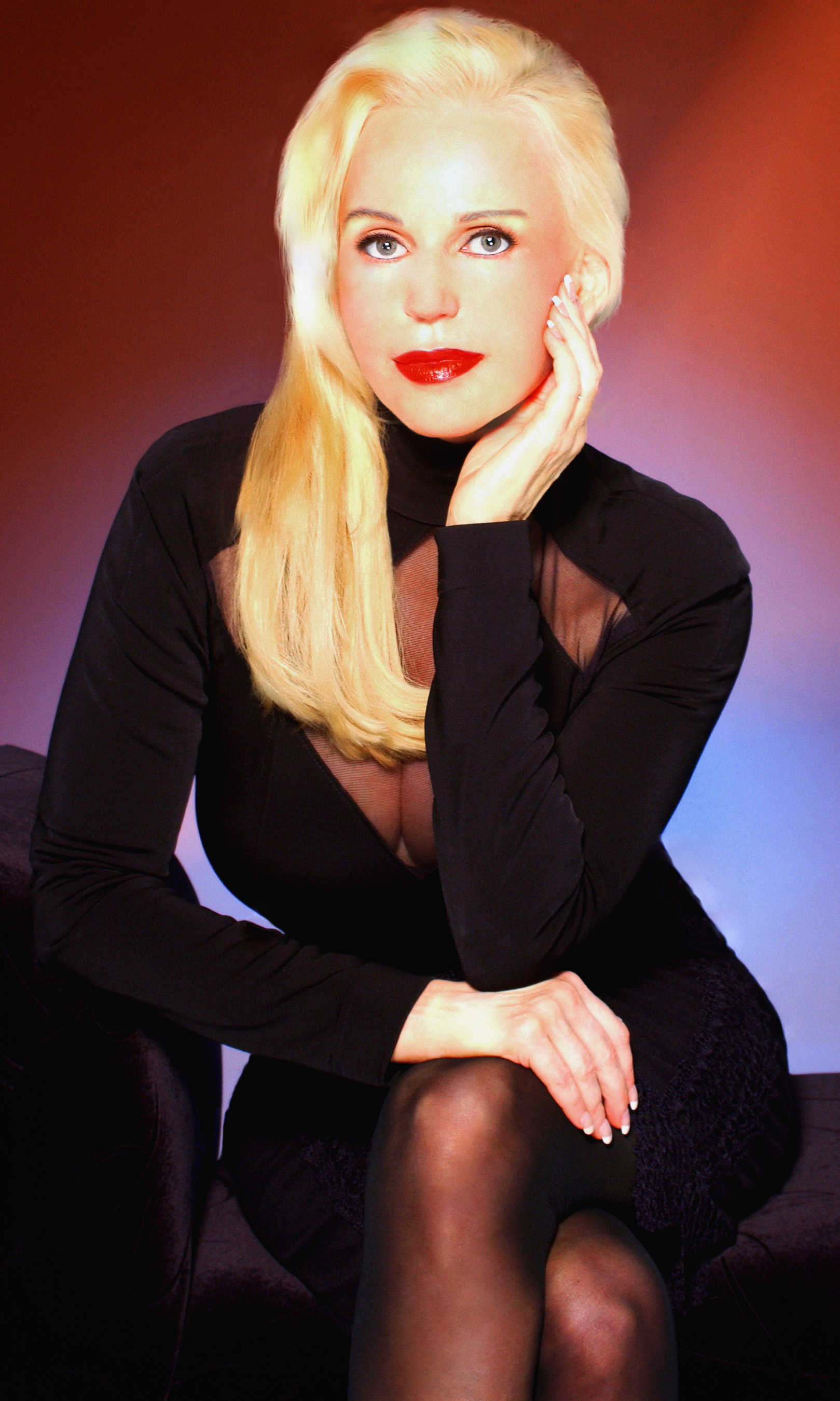
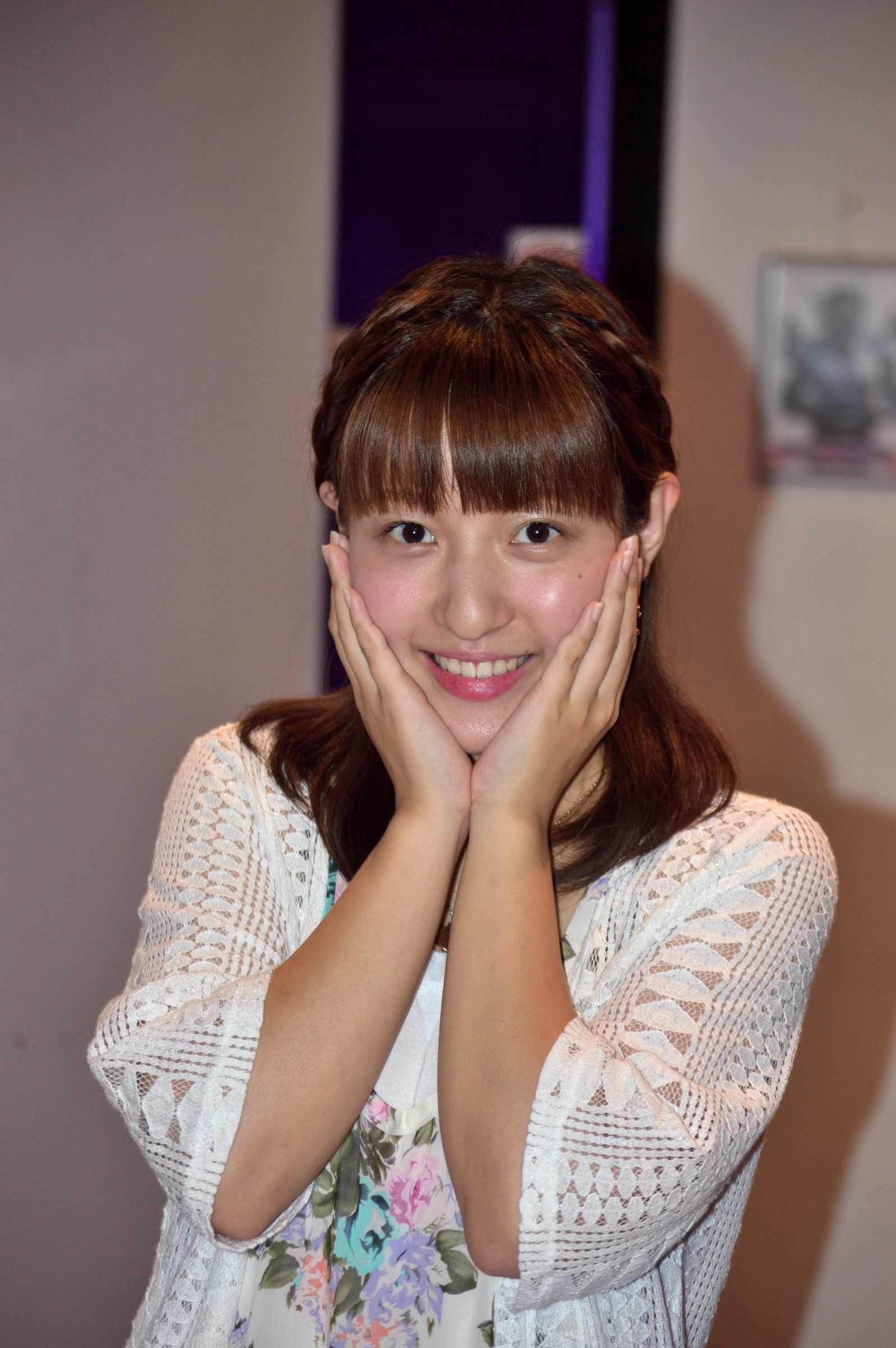
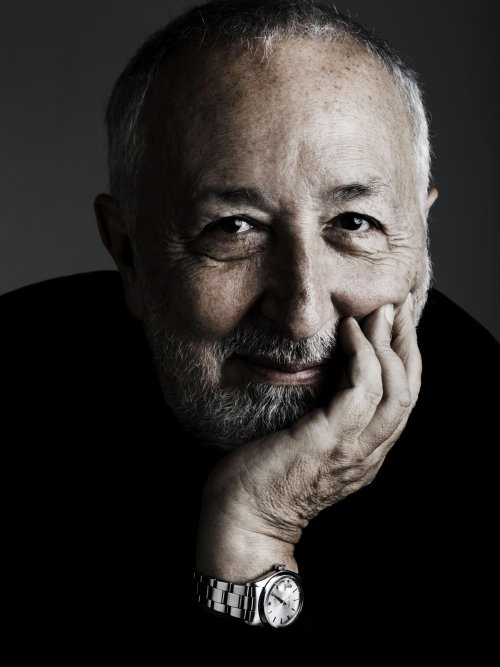

## バリエーション

### 手の甲をつける頬杖

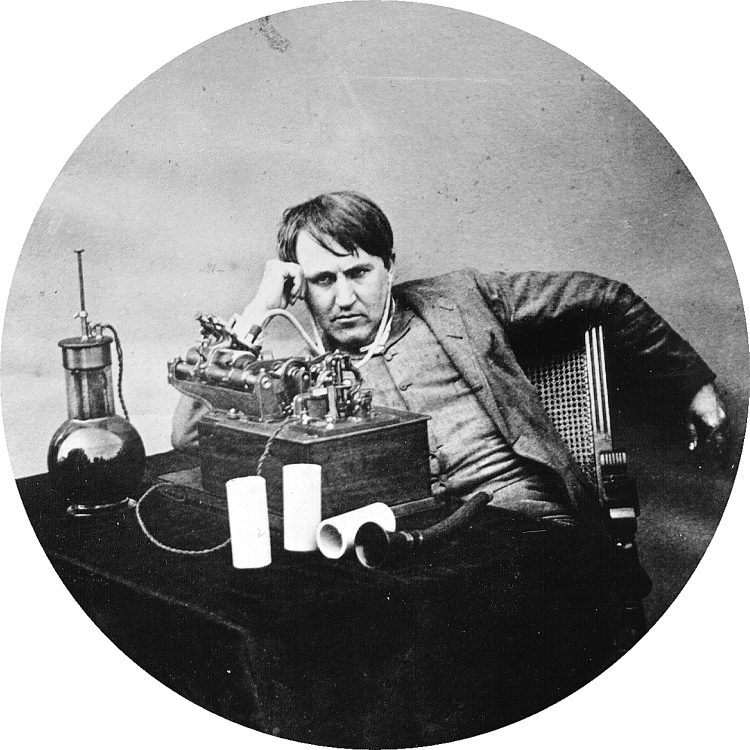
トーマス・エジソン
夏目漱石
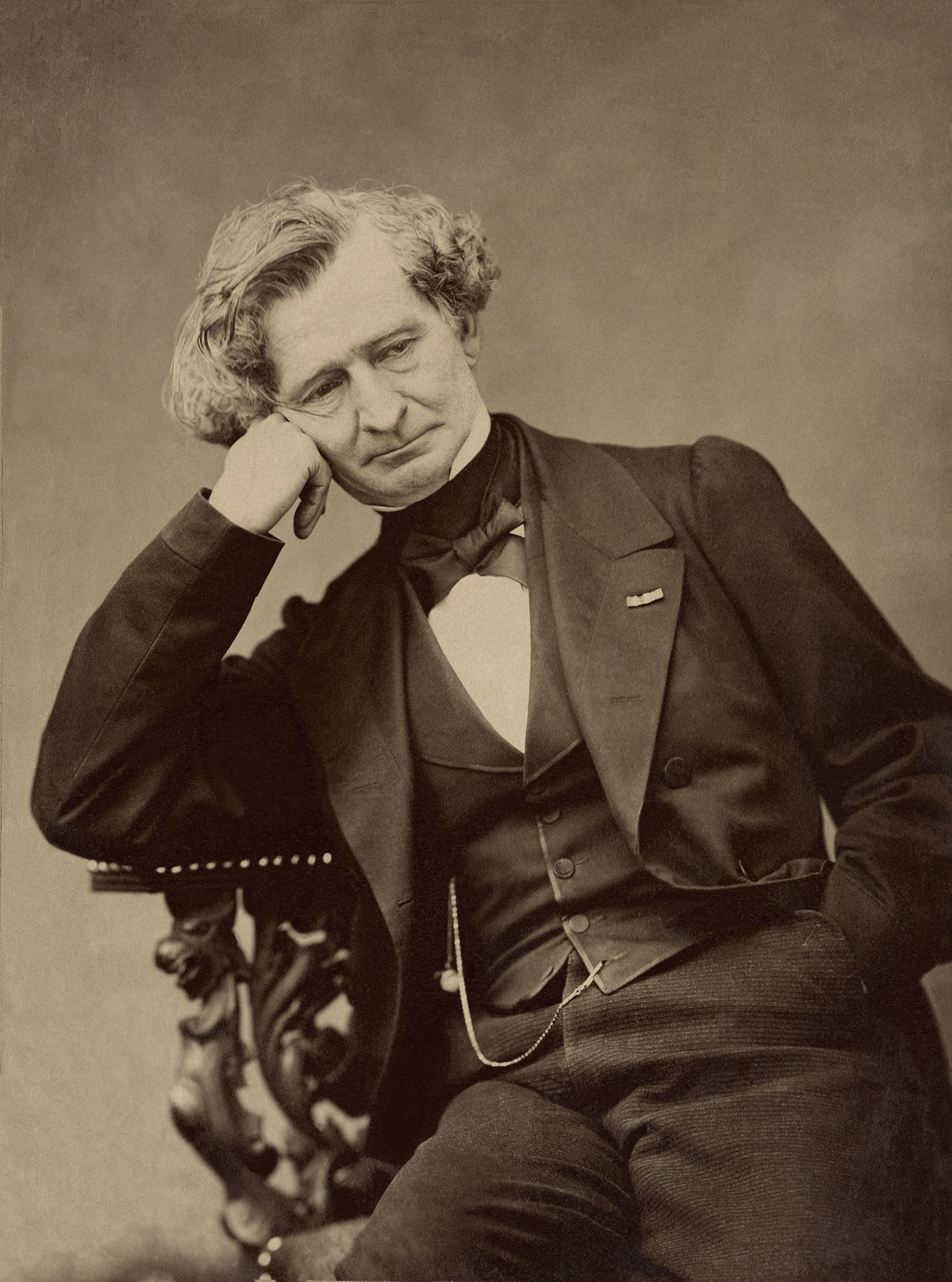
エクトル・ベルリオーズ
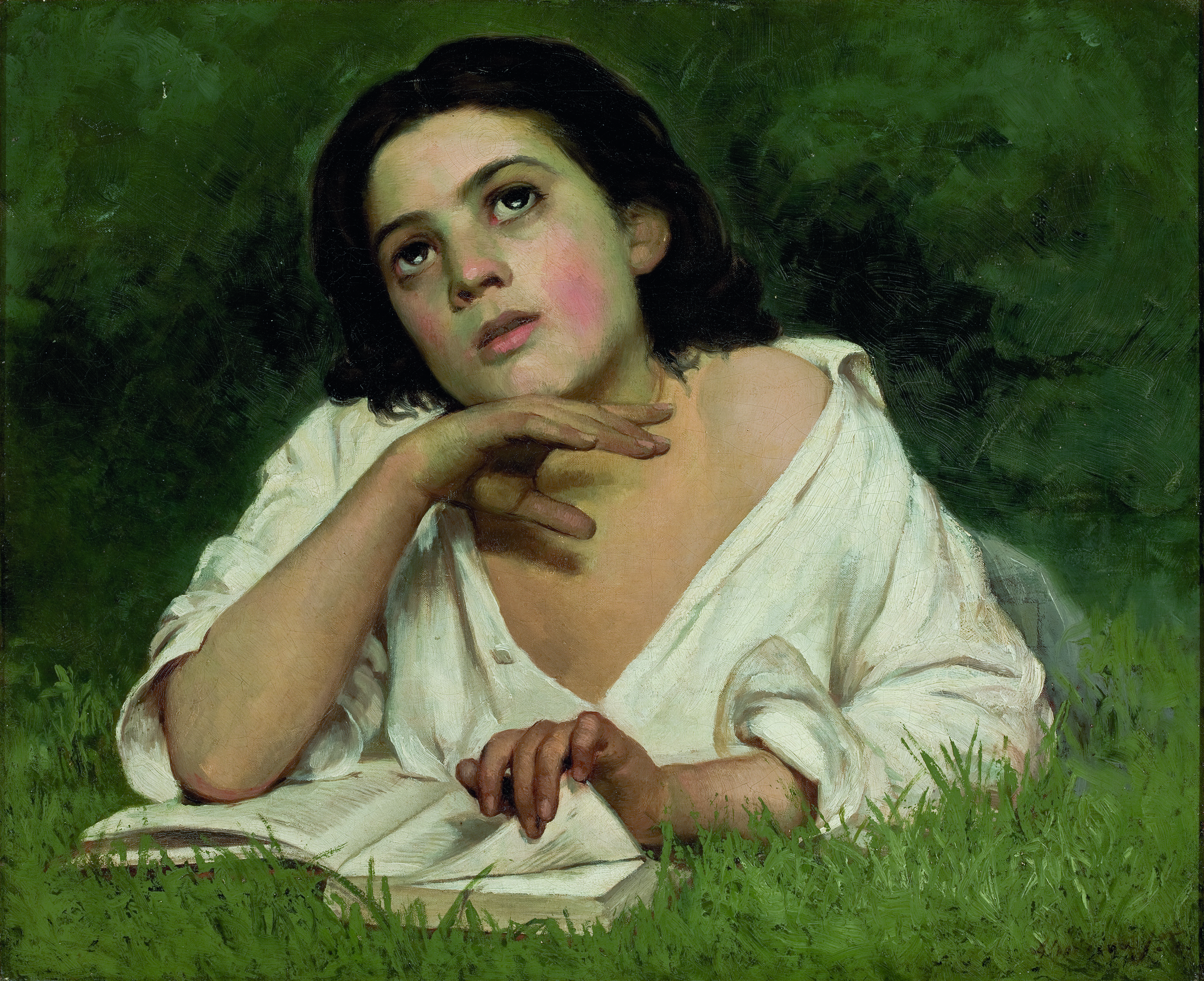

## 影響
前述のとおり頬杖はネガティブな印象を持ち、相手に悪いイメージを持たれることがあるため、対面においては避けるべき仕草とされている。
心理的な影響以外にも頬杖が癖になると顎に負担が加わることで顔や歯並びの歪み、そこから顎関節症や歯周病などを引き起こす原因になるほか、手で顔を触ることでニキビの発生、姿勢が悪くなることで肩こりなど身体への悪影響もある。

## 頬杖が用いられている主な作品

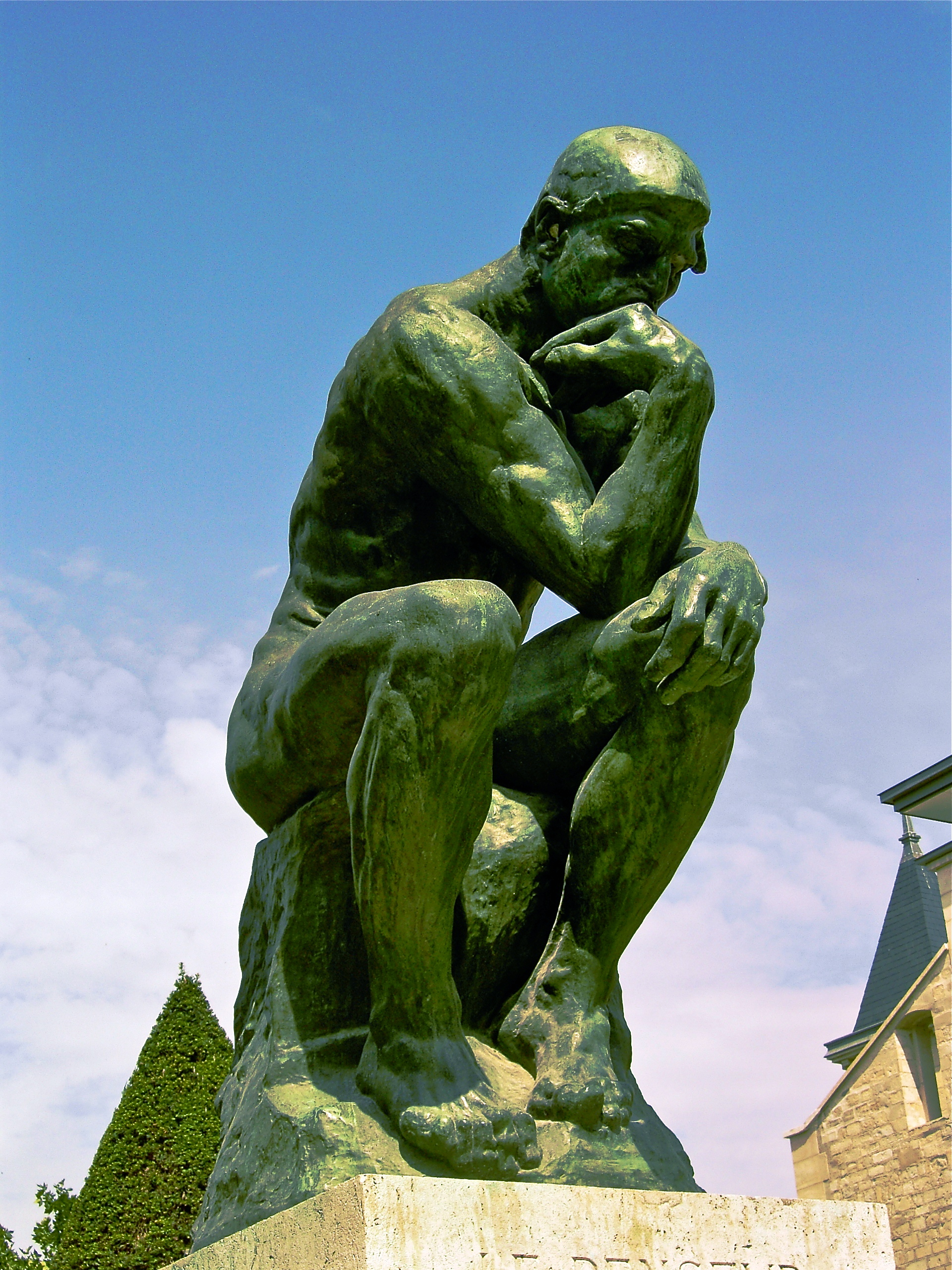
『考える人』

### 美術作品

#### 彫像
- 『木造弥勒菩薩半跏像』（7世紀）
- オーギュスト・ロダン『考える人』（1902年）

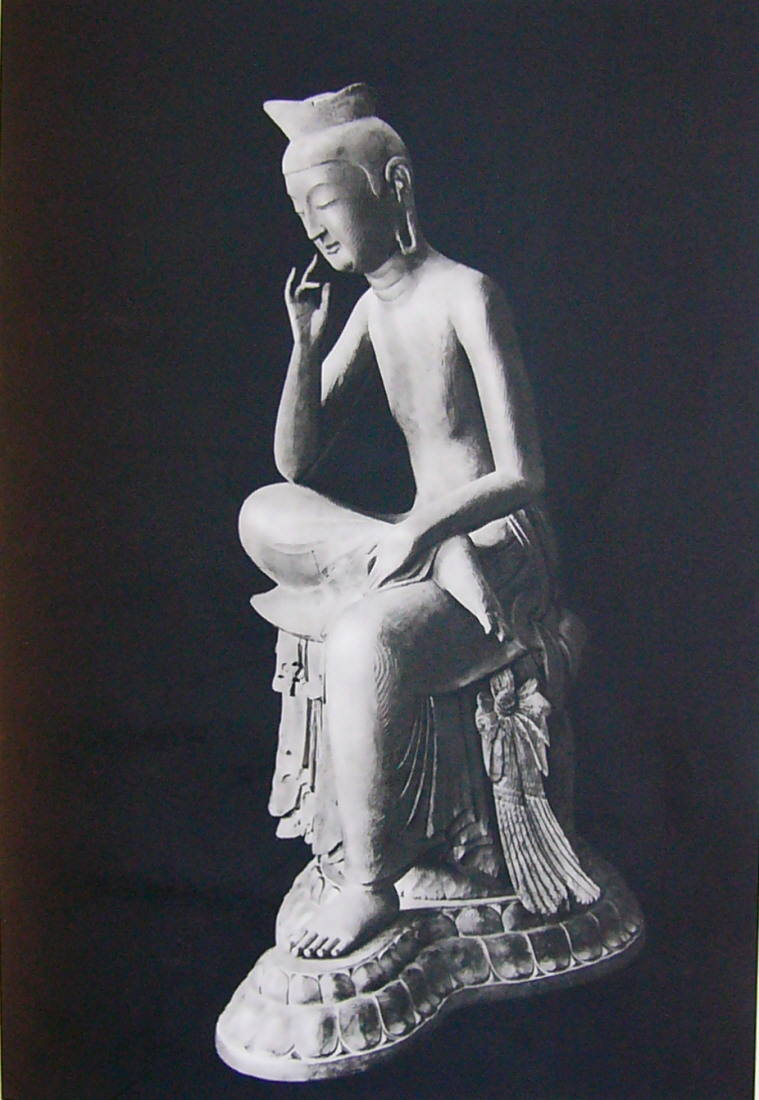
『木造弥勒菩薩半跏像』

- 岡本太郎『午後の日』（1967年）[7]

#### 彫像、絵画
- ラファエロ・サンティ『システィーナの聖母』（1513-1514年）
- 『徳川家康三方ヶ原戦役画像』（1572年頃）
- ピエール＝オーギュスト・ルノワール『女優ジャンヌ・サマリーの肖像』（1877年）[8]
- フィンセント・ファン・ゴッホ『医師ガシェの肖像』（1890年）
- ポール・セザンヌ『頬杖をつく若いイタリア女』（1895年）[9]
- 湯浅一郎『徒然』（1904年）
- 藤島武二『匂い』（1915年）
- 藤田嗣治『カフェ』（1949年）[10]

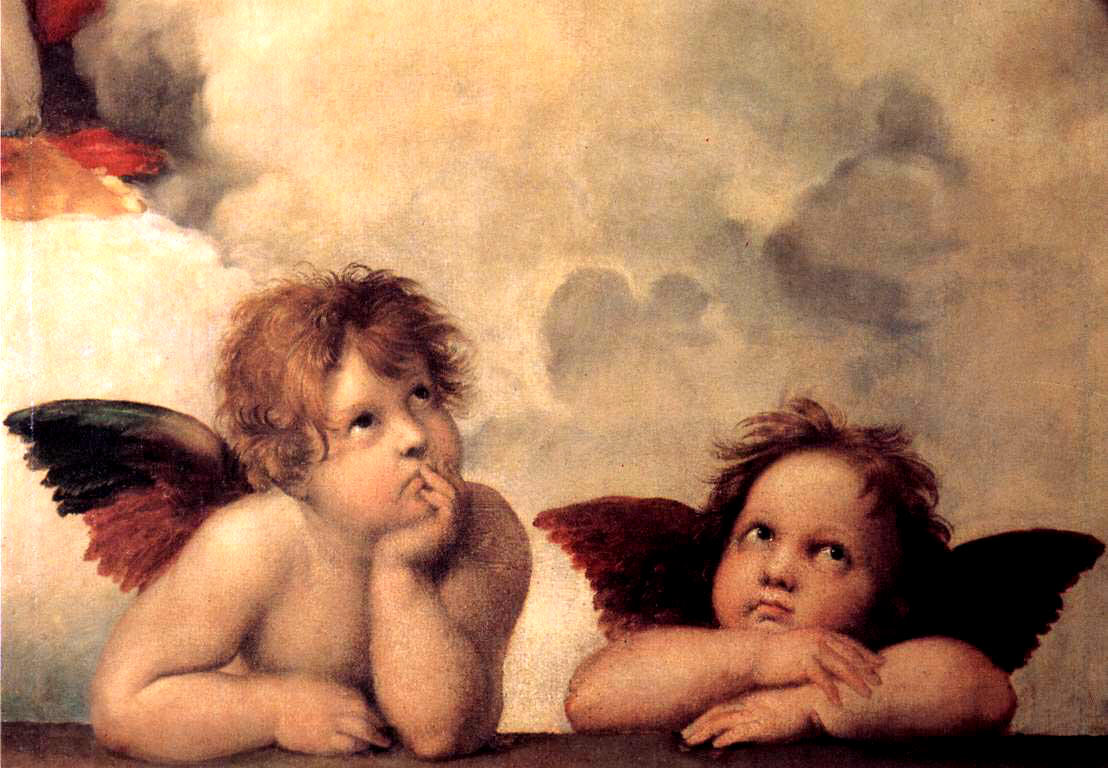
『システィーナの聖母』の天使
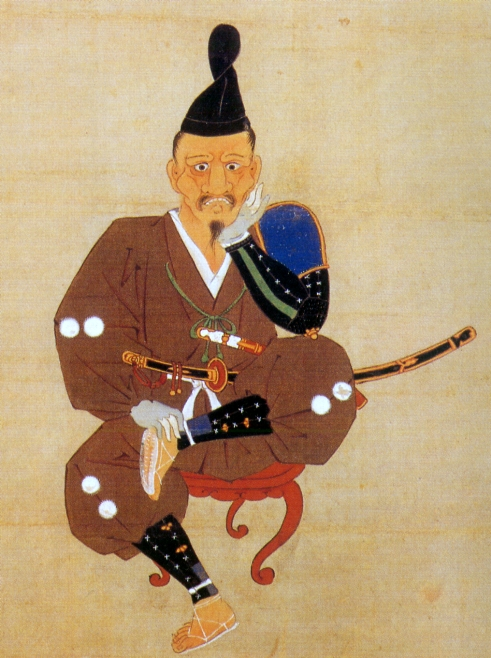
『徳川家康三方ヶ原戦役画像』
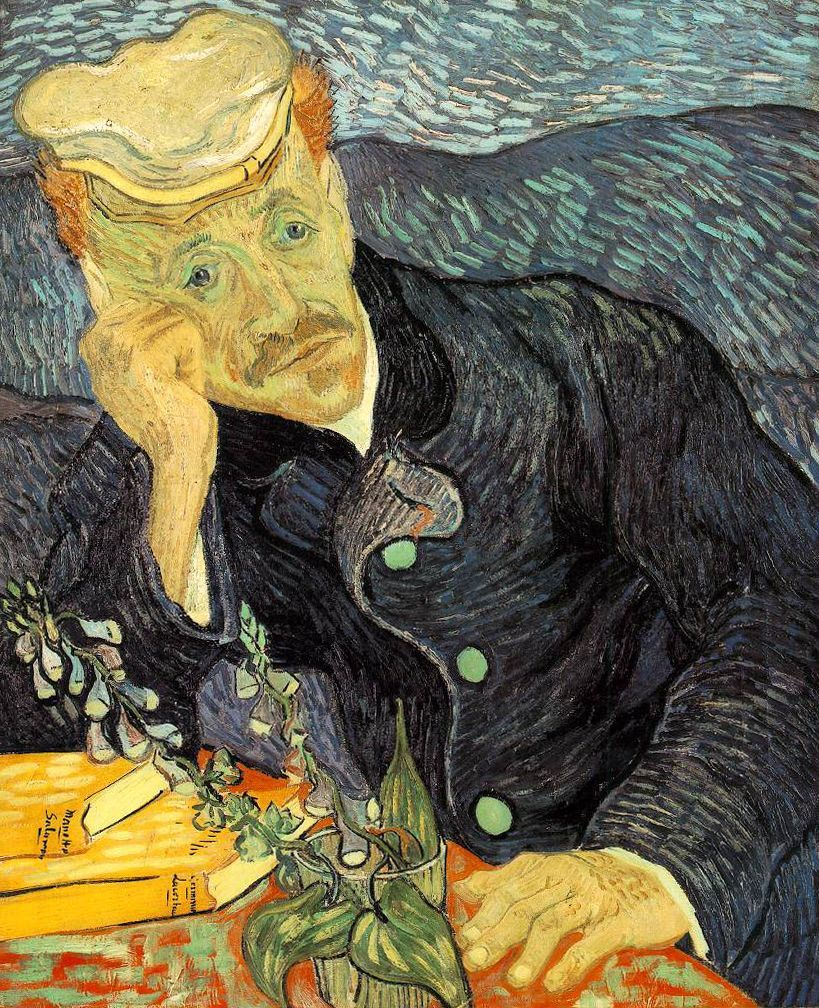
『医師ガシェの肖像』
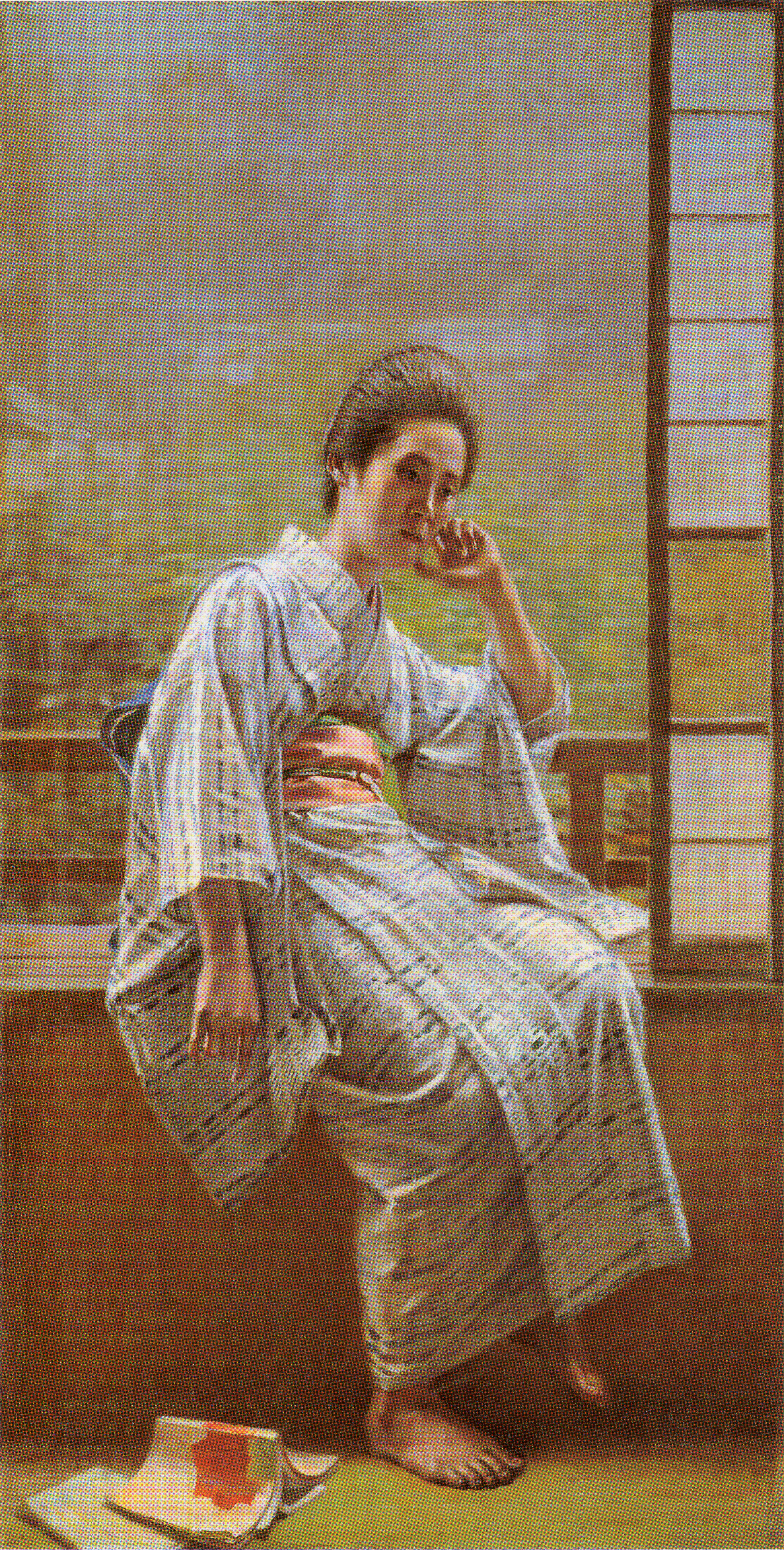
『徒然』
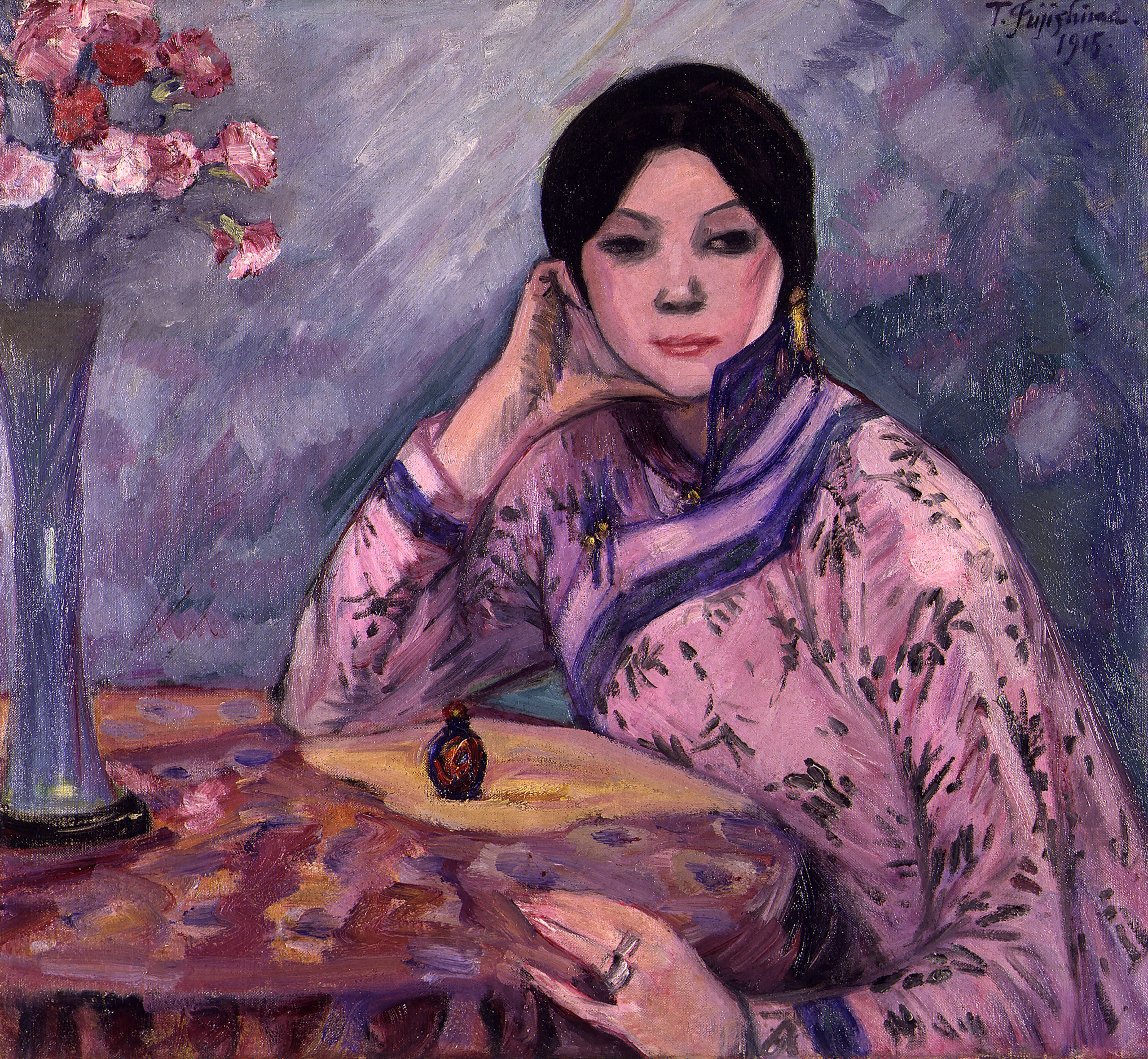
『匂い』